# Aedes variepictus
Aedes variepictus är en tvåvingeart som beskrevs av King och Harry Hoogstraal 1946. Aedes variepictus ingår i släktet Aedes och familjen stickmyggor. Inga underarter finns listade i Catalogue of Life.